# Fêtes maritimes de Douarnenez
Les Fêtes maritimes de Douarnenez sont une série de fêtes maritimes organisées  au port du Rosmeur à Douarnenez dans le Finistère en France. Tous les deux ans, des centaines de voiliers traditionnels français et étrangers se rendent à Douarnenez pour un grand rassemblement de fête. Ce rassemblement maritime a lieu, une fois sur deux, à l'issue des Fêtes maritimes de Brest.

## Histoire

### 1reédition: 1986
La Première édition a eu lieu en juillet 1986. C'est la première fois qu'un rassemblement de voiliers du patrimoine maritime est réalisé en France. Près de 400 voiliers patrimoniaux et 2 500 marins, de France et d'Europe du Nord, convergent vers Douarnenez. C'est aussi l'année de la création du magazine Chasse-Marée dont le siège est Douarnenez.

### 1988
Cet engouement populaire est confirmé avec la venue du plus grand quatre-mâts barque du monde le Sedov voilier-école russe.

### 1992
Cette année là, le port de Brest prend le relais pour cette fête maritime qui prend de plus en plus d'ampleur. Douarnenez organise la grande parade entre les deux ports.
|                                                     |
| Ivlia est la réplique d’une galère antique grecque. |

|                                     |
| La grande parade Brest - Duarnenez. |

|              |
| Santa Maria. |

### 1996
Pour pérenniser ce rendez-vous maritime se constitue l'association Les Fêtes Maritimes de Douarnenez pour améliorer l'organisation.

### 1998 à 2014
Après une période sans véritable fête maritime, celle-ci ressuscite, à l'initiative de Jakez Kerhoas et Gilbert Le Moigne, les 8 et 9 juillet 2000 avec une flottille de 120 bateaux, dont le Mutin, dernier dundee thonier de la Marine nationale , la gabare Notre-Dame de Rumengol, le caboteur norvégien Anna Af Sand, un chalutier anglais Brixham trawler, etc..
|              |
| Yoles (2008) |

|                         |
| Étoile de France (2010) |

|                       |
| La Recouvrance (2012) |

### Édition 2016
Temps fête Douarnenez 2016 a fêté leur trentième anniversaire du 19 au 24 juillet.
L'Hermione s'amarre au large du port du Rosmeur.

### Édition 2018 (25 au 29 juillet)
|                                    |
| Le Grayhound (2018) Grand Bretagne |

|                          |
| El Galeón (2018) Espagne |

### Édition 2020 (15 au 19 juillet) annulé
Pour contrer la pandémie de Covid-19, la manifestation est annulée le 29 avril 2020.

### Édition 2021 (23 au 25 juillet)
Après deux étés d'absence,, l'édition est organisée avec une jauge de 1 500 festivaliers présents en même temps sur le site délimité au port du Rosmeur, avec un passe sanitaire valide obligatoire. Une escale d'une trentaine de vieux gréements est effectuée à Camaret-sur-Mer, la veille de l'événement.

### Édition 2022 (14 au 17 juillet)
L'édition 2022 a attiré entre 50 000 et 55 000 visiteurs, avec 200 bateaux présents, ayant tous un intérêt patrimonial.
Le Shtandart est le seul grand voilier étranger présent.

### Édition 2024 (18 au 21 juillet)
La 18e édition des Fêtes maritimes de Douarnenez est programmée du 18 au 21 juillet 2024, avec quatre soirées concert.